# Znak specjalny „Nurka Wojsk Specjalnych”
Znak specjalny „Nurka Wojsk Specjalnych” – forma wyróżnienia żołnierzy Wojsk Specjalnych (WS), którzy nabyli kwalifikacje do wykonywania prac podwodnych w jednostkach organizacyjnych podległych Ministrowi Obrony Narodowej lub przez niego nadzorowanych. Jednocześnie stanowi element integrujący i określający przynależność nurków WS do międzynarodowej społeczności nurków wojskowych Organizacji Traktatu Północnoatlantyckiego. Znak decyzją z dnia 4 kwietnia 2024 ustanowił Minister Obrony Narodowej.

## Zasady nadawania
Znak nadawany jest w czterech wzorach:
- czarny – prawo do jego otrzymania przysługuje żołnierzom WS, którzy spełniają łącznie następujące warunki:
  - posiadają wojskowe kwalifikacje nurkowe,
  - na dzień złożenia wniosku pełnią zawodową służbę wojskową w charakterze nurka w jednostkach organizacyjnych WS,
  - legitymują się minimum 500 godzinami prac pod powierzchnią wody zrealizowanymi w jednostkach organizacyjnych podległych Ministrowi ON lub przez niego nadzorowanych,
  - legitymują się dziewięcioletnim stażem służby wojskowej w jednostkach organizacyjnych WS prowadzących działalność nurkową,
  - legitymują się szczególnymi osiągnięciami w wykonywaniu prac podwodnych w WS;

- złoty – prawo do jego otrzymania przysługuje żołnierzom WS, którzy spełniają łącznie następujące warunki:
  - posiadają znak wzoru srebrnego[a],
  - posiadają wojskowe kwalifikacje nurkowe – Kierownik Podwodnych Działań Bojowych,
  - na dzień złożenia wniosku pełnią zawodową służbę wojskową w charakterze nurka w jednostkach organizacyjnych WS,
  - legitymują się 500 godzinami prac pod powierzchnią wody zrealizowanymi w jednostkach organizacyjnych podległych Ministrowi ON lub przez niego nadzorowanych,
  - legitymują się sześcioletnim stażem służby wojskowej w jednostkach organizacyjnych WS prowadzących działalność nurkową,
  - legitymują się szczególnymi osiągnięciami w wykonywaniu prac podwodnych w WS;

- srebrny – prawo do jego otrzymania przysługuje żołnierzom WS, którzy spełniają łącznie następujące warunki:
  - posiadają znak wzoru brązowego[a],
  - posiadają wojskowe kwalifikacje nurkowe – Starszy Nurek Bojowy,
  - na dzień złożenia wniosku pełnią zawodową służbę wojskową w charakterze nurka w jednostkach organizacyjnych WS,
  - legitymują się 400 godzinami prac pod powierzchnią wody zrealizowanymi w jednostkach organizacyjnych podległych Ministrowi ON lub przez niego nadzorowanych,
  - legitymują się pięcioletnim stażem służby wojskowej w jednostkach organizacyjnych WS prowadzących działalność nurkową,
  - legitymują się szczególnymi osiągnięciami w wykonywaniu prac podwodnych w WS;

- brązowy – prawo do jego otrzymania przysługuje żołnierzom WS, którzy spełniają łącznie następujące warunki:
  - posiadają wojskowe kwalifikacje nurkowe – Nurek Bojowy,
  - na dzień złożenia wniosku pełnią zawodową służbę wojskową w charakterze nurka w jednostkach organizacyjnych WS,
  - legitymują się 300 godzinami prac pod powierzchnią wody zrealizowanymi w jednostkach organizacyjnych podległych Ministrowi ON lub przez niego nadzorowanych,
  - legitymują się trzyletnim stażem służby wojskowej w jednostkach organizacyjnych WS prowadzących działalność nurkową,
  - legitymują się szczególnymi osiągnięciami w wykonywaniu prac podwodnych w WS;

Znak nadaje Dowódca Komponentu Wojsk Specjalnych na podstawie opinii Komisji Znaku w składzie:
1. przewodniczący – Szef Pionu Szkolenia Dowództwa Komponentu WS;
2. sekretarz – przedstawiciel Pionu Szkolenia Dowództwa Komponentu WS;
3. po dwóch przedstawicieli z podległych Dowództwu Komponentu WS: jednostek wojskowych realizujących szkolenie nurkowe oraz Centrum Szkolenia Wojsk Specjalnych.

## Wygląd
Znak ma wymiary 36 × 42 mm. W pierwszej warstwie znaku znajduje się trójząb (w zależności od wzoru odpowiednio: czarny, złoty, srebrny, brązowy), symbolizujący gotowość nurków WS do obrony terytorium państwa i walki z wrogiem. W drugiej warstwie znaku na poziomie korony trójzębu umieszczono czarną stylizowaną głowę nurka w kapturze, z założoną maską nurkową i ustnikiem oraz rozwiniętymi wężami oddechowymi okalającymi głowę nurka, symbolizującą gotowość do realizacji podwodnych działań bojowych. Trzecią warstwę znaku stanowi umieszczona pod głową nurka biało-czerwona szarfa w kształcie fali morskiej; w zależności od wzoru odpowiednio: gładka (znak czarny); ze złotymi literami KPDB – skrót kwalifikacji Kierownika Podwodnych Działań Bojowych (znak złoty); ze srebrnymi literami SNB – skrót kwalifikacji Starszego Nurka Bojowego (znak srebrny); z brązowymi literami NB – skrót kwalifikacji Nurka Bojowego (znak brązowy).
Znak nosi się na kurtce munduru galowego, wyjściowego i bluzie wyjściowej marynarskiej oraz można nosić na kurtce munduru służbowego.